# ヘンリー・ショー

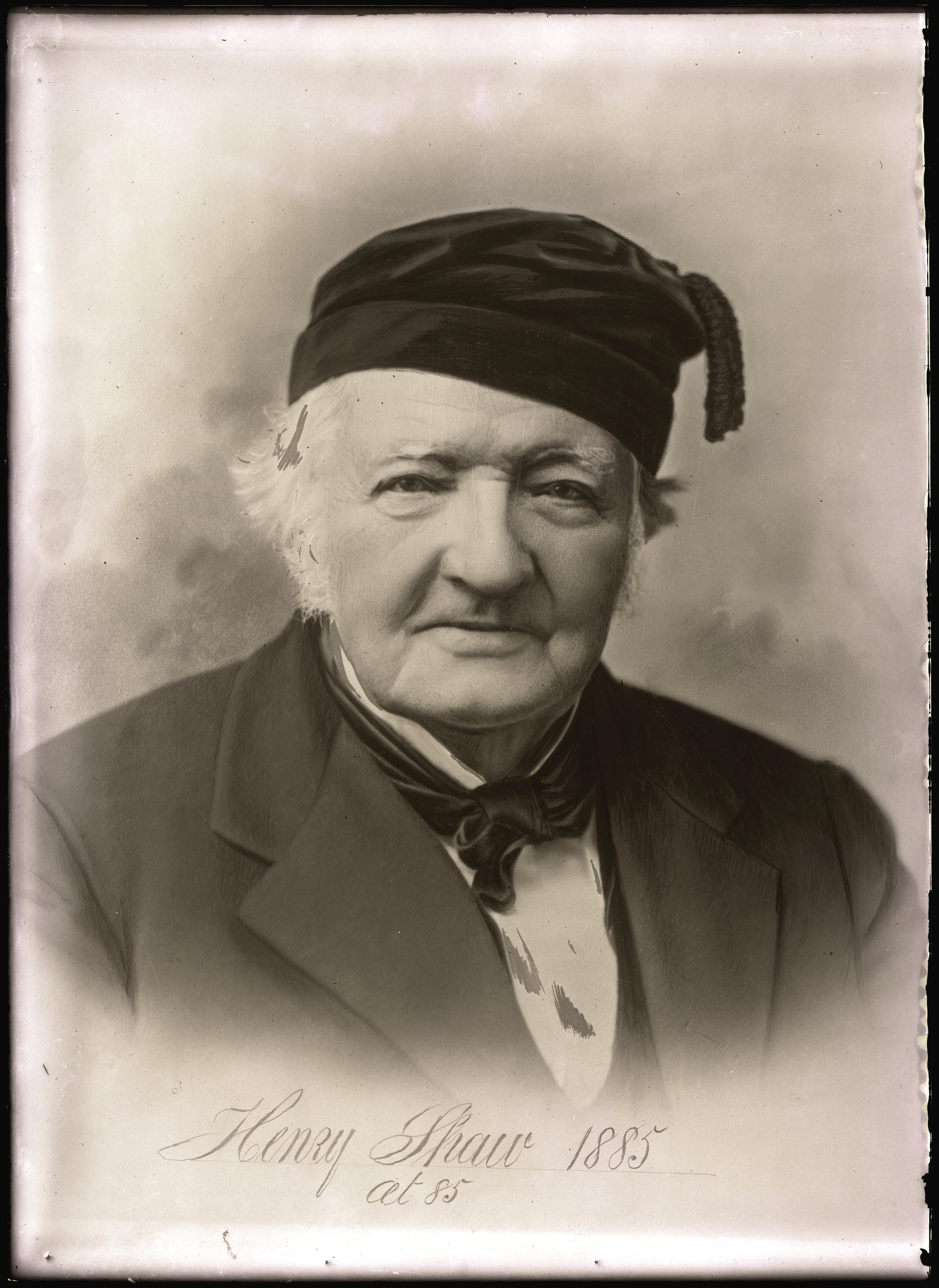
ヘンリー・ショー

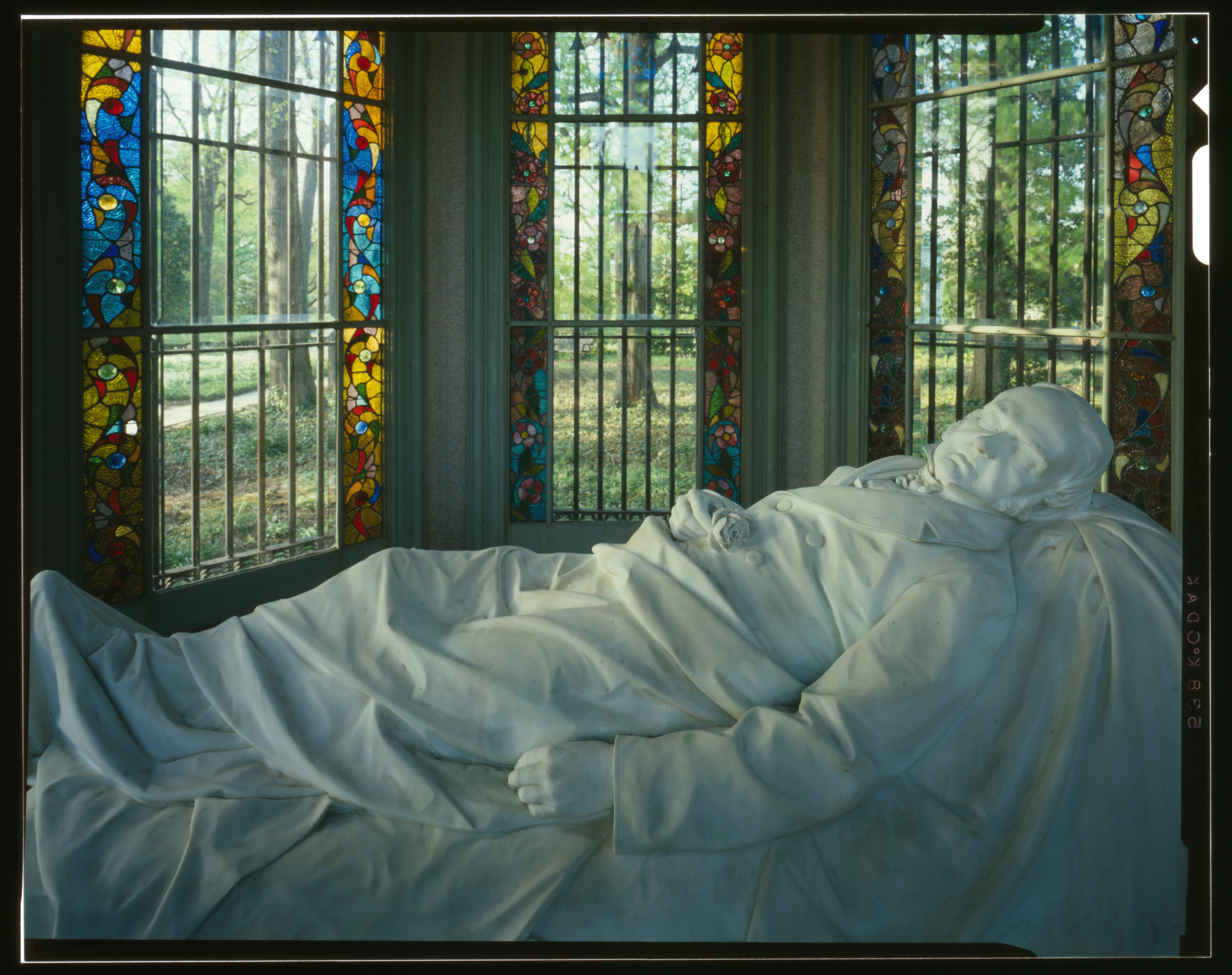
ミズーリ植物園のヘンリー・ショー霊廟のモニュメント

ヘンリー・ショー（Henry Shaw 、1800年6月24日 – 1889年8月25日）はイギリス生まれのアメリカ合衆国で成功した実業家である。ミズーリ州のセントルイスの自らの屋敷に植物園をつくり、これが寄付されてミズーリ植物園となった。1859年の創設とされるミズーリ植物園はアメリカ合衆国で最も古い植物園の一つである。

## 略歴
イングランド中部のシェフィールドで生まれた。当時のシェフィールドは鉄工業の中心として栄え、ショーの父親も鉄工所をパートナーと経営していた。名門寄宿学校のミル・ヒル・スクールに進み6年間を過ごすが、16歳の頃、父親の事業に余裕が無くなったためにシェフィールドに戻り父親の事業を手伝わなければならなかった。新しい市場として、鉄工産業がまだ進んでいなかったアメリカに注目し、1818年に父親とカナダのケベックを商談で訪れた。翌年、まだ19歳のショーは一人でニューオーリンズで仕事をするためにアメリカに渡った。ニューオーリンズで仕事の経験を積んだ後、まだ発展途上のセントルイスに金属製品の店を開き、叔父がイギリスで仕入れた製品をセントルイスで販売した。セントルイスの急速な発展や西部の開拓者を顧客として仕事をすることによって事業は成功し40歳になるまでに、セントルイスの大地主の一人となり、事業から引退することができた。各地を旅行した後、1851年にセントルイスに戻り、Tower Grove Houseという邸宅を建てた。当時の指導的な植物学者とともに、自宅のまわりに植物園をつくり、これが後のミズーリ植物園となった。植物園は拡充され、1859年から一般人の入場を認めることになった。庭園のまわりの土地をセントルイス市に寄付し公園とし、施設の建設に協力した。学校や病院建設の土地の寄付も行い、ワシントン大学の植物学教室の創設を援助し、ミズーリ歴史学会（Missouri Historical Society）の創立も援助した。